# Ixora guineensis
Ixora guineensis är en måreväxtart som beskrevs av George Bentham. Ixora guineensis ingår i släktet Ixora och familjen måreväxter. Inga underarter finns listade i Catalogue of Life.